# Стеаринова кислота
Стеари́нова кислота́, або октадека́нова кислота́ — одноосновна карбонова кислота аліфатичного ряду. Назва походить від грец. στέαρ, «стеар» (род. відм. στέᾱτος), що означає «сало». Відповідає такій хімічній формулі C18H36O2 або CH3(CH2)16COOH. Є білою кристалічною речовиною, нерозчинною у воді і розчинною в діетиловому ефірі. Стеаринова кислота була відкрита в свинячому салі в 1816 році французьким хіміком Шеврелем.

## Фізичні властивості
Хімічно чиста стеаринова кислота має вигляд безбарвних кристалів. Стеаринова кислота нерозчинна у воді, але розчиняється в ефірі.

## Біологічне значення
Стеаринова кислота — одна із найпоширеніших в природі жирних кислот, у вигляді гліцеридів входить до складу ліпідів. Найбільше тригліцеридів у жирах тваринного походження, які в організмі виконують функцію сховища енергетичних запасів. Вміст стеаринової кислоти в тваринних жирах найбільше в баранячому жирі (до ~30 %), в рослинних оліях — до 10 % (пальмова олія); важливими винятками є какао-олія та олія ши, в яких вміст стеаринової кислоти сягає 28-45 %.
В організмі синтезується із пальмітинової кислоти під дією ферментів — елонгаз, які відповідають за подовження аліфатичного ланцюга жирних кислот.

## Виробництво
Основним промисловим методом отримання стеаринової кислоти є добування її із стеарину — продукту гідролізу жирів при виробництві мила. Хоча стеаринову кислоту можна добувати і з рослинної олії, але зазвичай використовують тваринні жири.

## Промислове значення та використання
Широко використовується в косметичній промисловості: стеарат натрію є одним із основних компонентів мила, сама стеаринова кислота входить до складу багатьох косметичних засобів. Використовується при виробництві свічок та як пом'якшувач у виробництві гуми. Стеарати натрію, кальцію, свинцю використовуються як компоненти пластичних мастил.